# Соната для фортепіано № 6 (Бетховен)

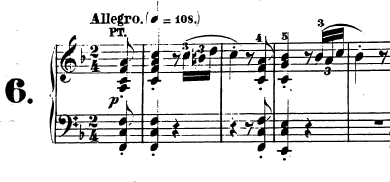
Початок сонати № 6

Соната для фортепіано № 6, фа мажор, Л. ван Бетховена — друга з трьох сонат op. 10, створена в 1796–1798 роках і присвячена графині Анні Маргариті фон Браун.
Складається з трьох частин, як і попередня, П'ята соната, не містить скерцо чи менуету, що є в попередніх сонатах Бетховена:
1. Allegro (F-dur)
2. Allegretto (f-moll)
3. Presto (F-dur)